# Golmayo
Golmayo es un municipio y localidad de España, en la provincia de Soria, partido judicial de Soria, comunidad autónoma de Castilla y León. Pertenece a la comarca de Soria y tiene 2844 habitantes (2021). Tiene un área de 189,83 km².
El incremento anual de la población de Golmayo ha sido de alrededor del 7 % en los últimos años, lo que sitúa a este municipio entre aquellos de mayor dinamismo demográfico de la provincia. Su cercanía a la capital provincial lo ha convertido en un verdadero núcleo dormitorio de esta.

## Geografía
Integrado en la comarca de Soria, se sitúa a 4 kilómetros de la capital provincial. El término municipal está atravesado por las carreteras nacionales N-122 (Soria-Valladolid) y N-234 (Soria-Burgos), además de por carreteras locales que unen las pedanías del municipio.
Lugares: Camparañón, Carbonera de Frentes, La Cuenca, Las Fraguas, Fuentetoba, La Mallona, La Muela, Nafría la Llana, Nódalo y Villabuena.
El relieve del municipio es variado pues incluye zonas montañosas, como la sierra de Hinodejo o la sierra de San Marcos, y otras más llanas por donde discurren ríos y arroyos, como el río Golmayo. Los picos más importantes son el pico Frentes (1382 metros) al norte o el Hinodejo (1374 metros) al sur. La altitud oscila entre los 1382 metros (pico Frentes) y los 1000 metros al suroeste. El pueblo se alza a 1053 metros sobre el nivel del mar. 
| Noroeste: Calatañazor      | Norte: Villaciervos y Cidones | Noreste: Soria       |
| Oeste: Calatañazor         |                               | Este: Soria          |
| Suroeste: Rioseco de Soria | Sur: Quintana Redonda         | Sureste: Los Rábanos |

### Medio ambiente
En su término e incluidos en la Red Natura 2000 están los siguientes lugares:
- Lugar de Interés Comunitario conocido como Sabinares Sierra de Cabrejas, ocupando 3372 hectáreas, el 18 % de su término.[2]

Otros espacios naturales:
- La Toba.
- Encinar de Camparañón.

## Historia

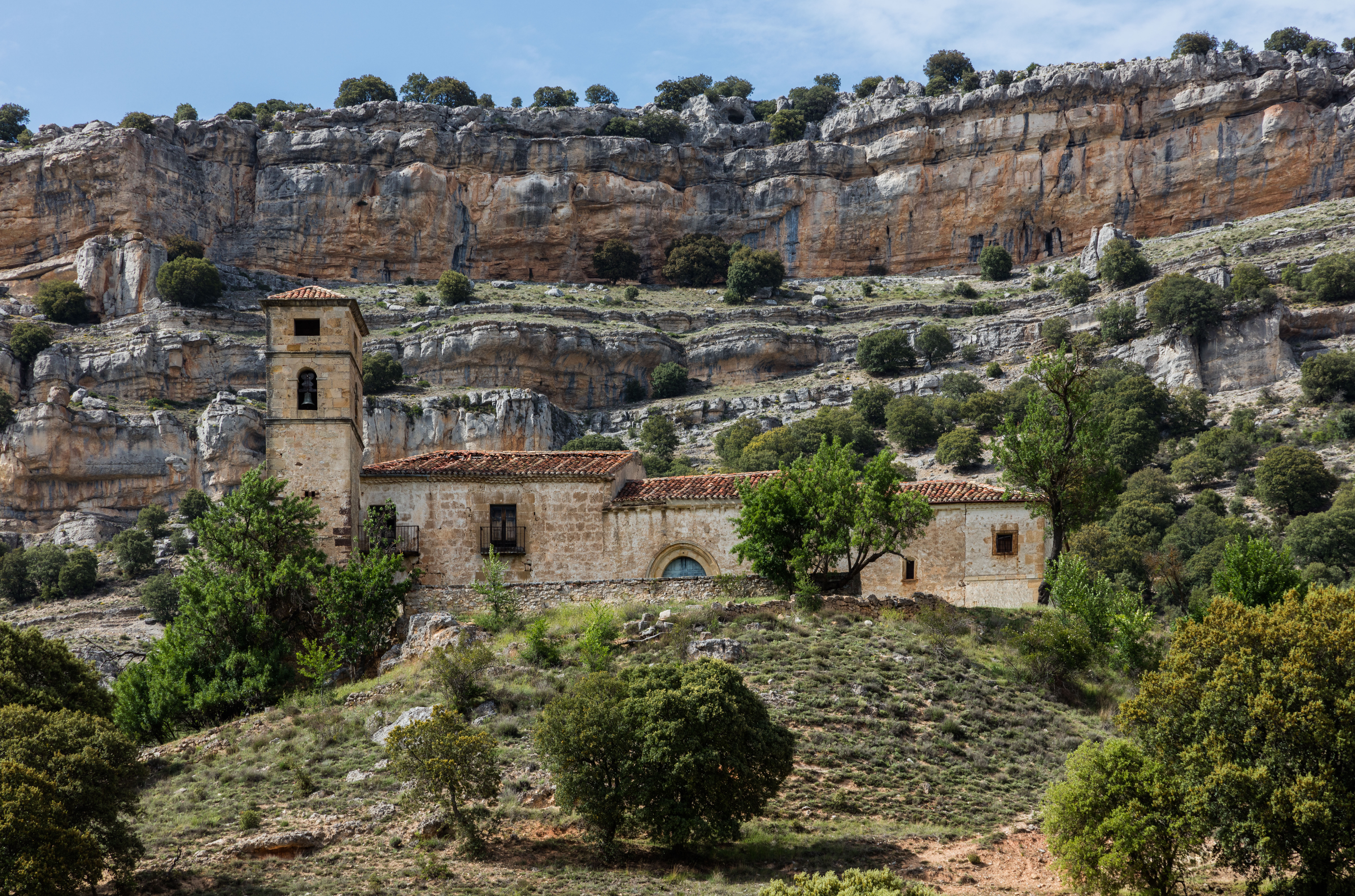
Monasterio de la Monjía.

El Censo de Pecheros de 1528, en el que no se contaban eclesiásticos, hidalgos y nobles, registraba la existencia 27 pecheros, es decir unidades familiares que pagaban impuestos.
A la caída del Antiguo Régimen la localidad se constituye en municipio constitucional en la región de Castilla la Vieja, partido de Soria que en el censo de 1842 contaba con 35 hogares y 150 vecinos.
En el último tercio del siglo XX crece el término del municipio, porque incorpora a Camparañón, Carbonera de Frentes, La Cuenca, Las Fraguas, Fuentetoba, La Mallona, Nafría la Llana, Nódalo y Villabuena.
Nafría del Llano incorpora a la Muela.

## Demografía
Cuenta con una población de 3059 habitantes (INE 2024).
| Gráfica de evolución demográfica de Golmayo entre 1842 y 2021 |
| |
| Población de derecho según los censos de población del INE Población de hecho según los censos de población del INEEn 1970 crece el término del municipio porque incorpora a Camparañón, Carbonera de Fuentes, La Cuenca, Las Fraguas, Fuentetoba, Mallona, Nafría del Llano, Nódalo y Villabuena |

### Población por núcleos
| Núcleos              | Habitantes (2000) | Habitantes (2009) | Habitantes (2014) |
| -------------------- | ----------------- | ----------------- | ----------------- |
| Camaretas            | N.E.              | N.E.              | 1585              |
| Camparañón           | 38                | 32                | 29                |
| Carbonera de Frentes | 59                | 55                | 51                |
| Fuentetoba           | 241               | 369               | 398               |
| Golmayo              | 267               | 1330              | 198               |
| La Cuenca            | 18                | 16                | 13                |
| Las Fraguas          | 15                | 14                | 14                |
| La Mallona           | 10                | 5                 | 6                 |
| La Muela             | 12                | 7                 | 7                 |
| Nafría la Llana      | 26                | 26                | 21                |
| Nódalo               | 11                | 11                | 11                |
| Villabuena           | 68                | 59                | 58                |

## Política
| Periodo   | Nombre               | Partido |
| --------- | -------------------- | ------- |
| 1979-1983 | Santiago Risso Bado  | --      |
| 1983-1987 | María Risso Bado     | PSOE    |
| 1987-1991 | Félix Cubillo Romera | PP      |
| 1991-1995 | Félix Cubillo Romera | PP      |
| 1995-1999 | Félix Cubillo Romera | PP      |
| 1999-2003 | Félix Cubillo Romera | PP      |
| 2003-2007 | Félix Cubillo Romera | PP      |
| 2007-2011 | Félix Cubillo Romera | PP-UPC  |
| 2011-2015 | Benito Serrano Mata  | UPC     |
| 2015-2019 | Benito Serrano Mata  | PP      |
| 2019-2023 | Benito Serrano Mata  | PP      |

## Patrimonio
- Monasterio de la Monjía
- Conjunto etnológico de La Cuenca

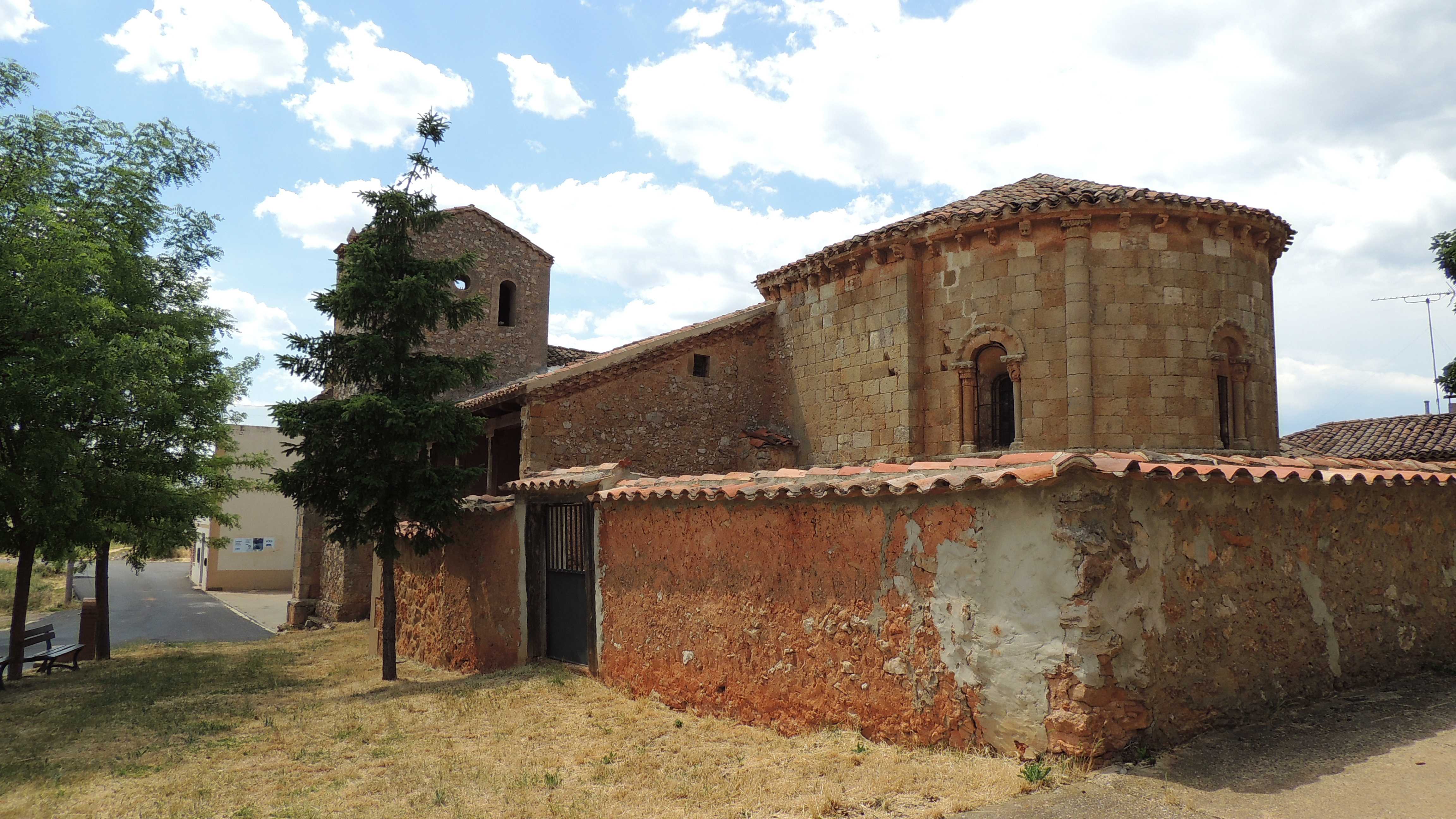
Iglesia de la Natividad en Nafría la Llana

- Iglesia románica de la primera mitad del siglo XII dedicada a la Natividad en Nafría la Llana
- Conjunto románico de Villabuena formado por la iglesia parroquial de San Miguel y las ermitas de San Bartolo y Santa Eulalia
- Puente romano de Los Tres Ojos en Camparañón
- Puente de origen romano sobre el río Golmayo junto a carretera nacional N-122 PK 160 700

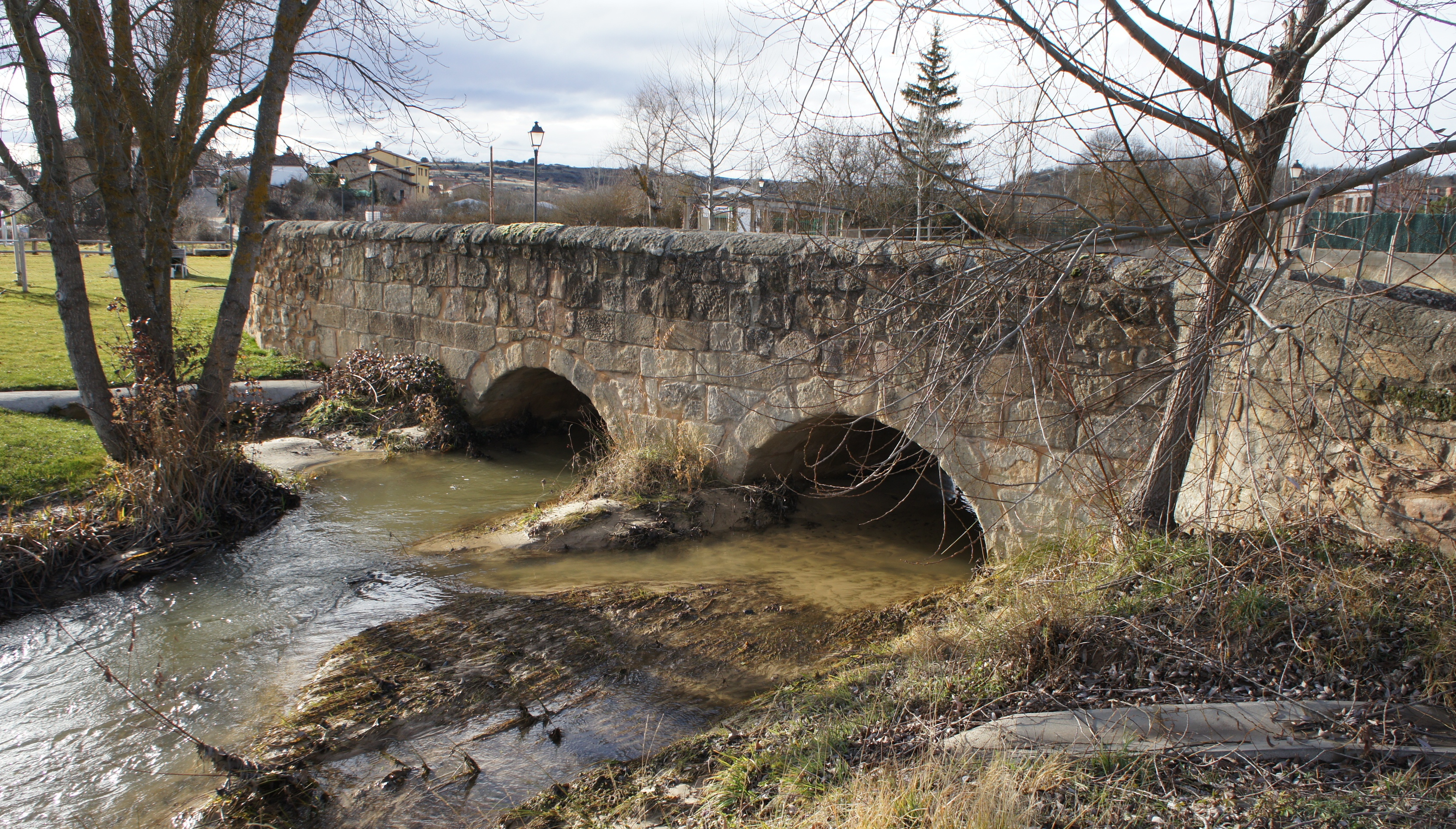
Puentecillo de origen romano sobre el río Golmayo

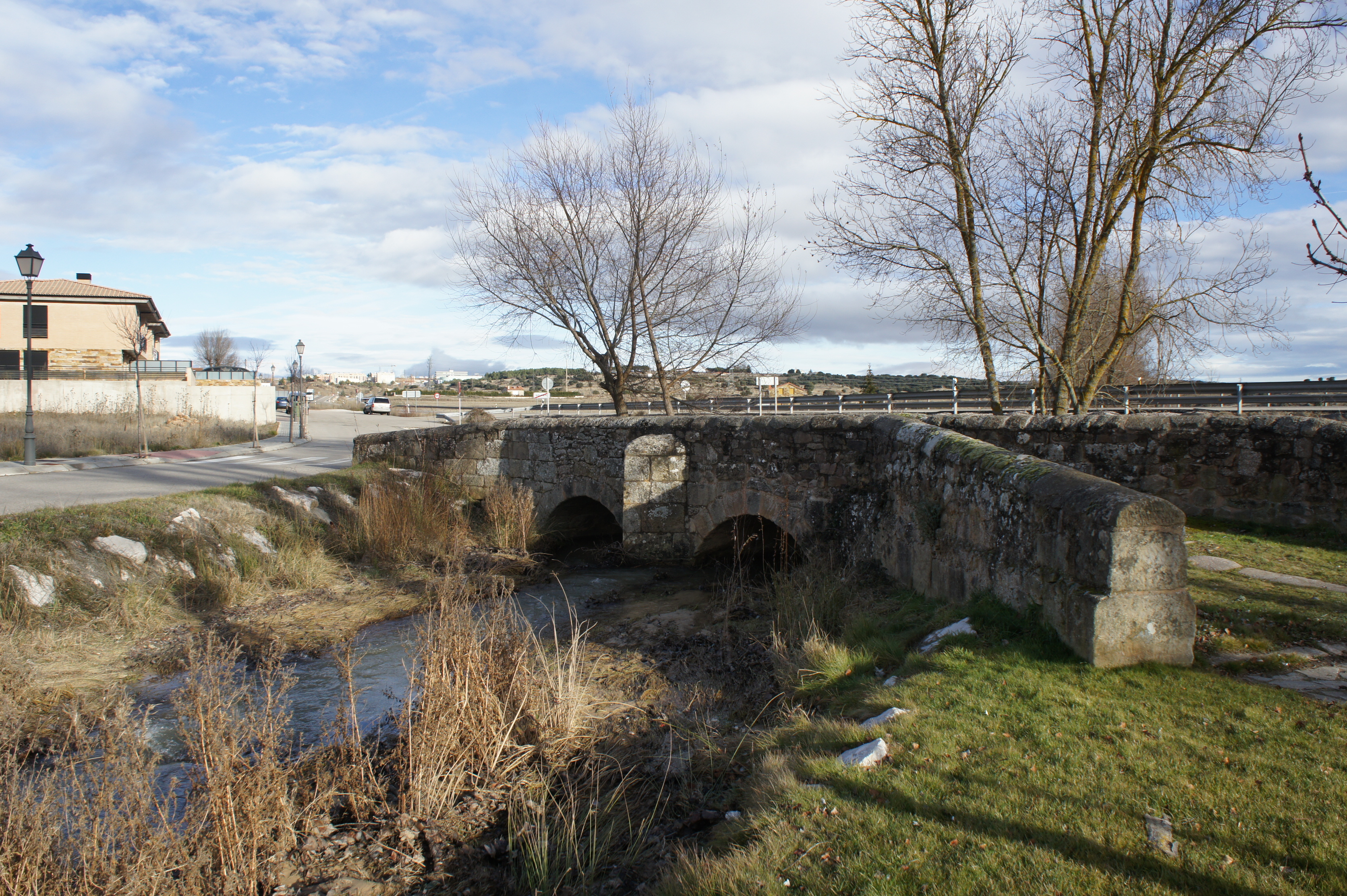
Puentecillo de origen romano sobre el río Golmayo

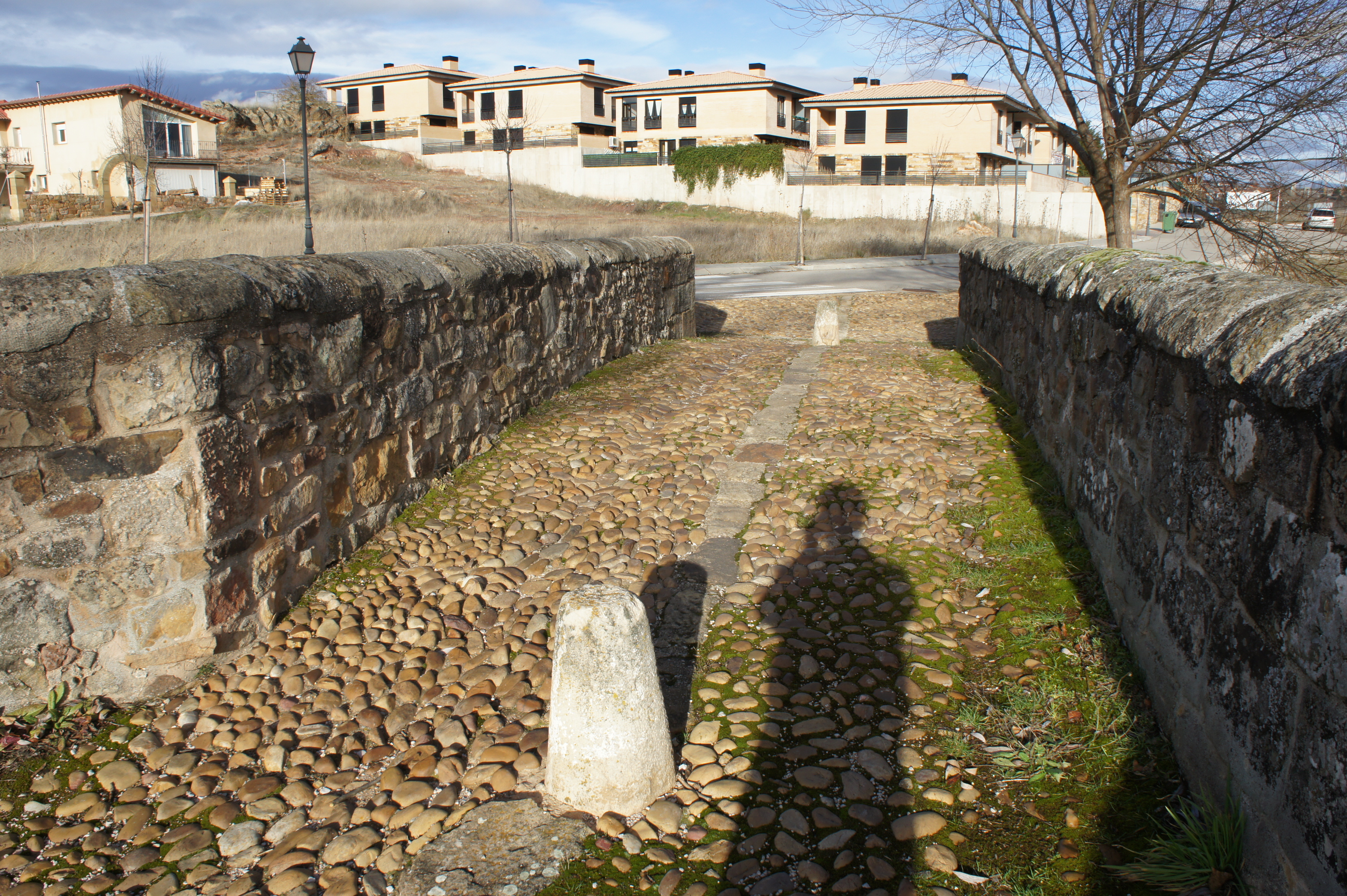
Puentecillo de origen romano sobre el río Golmayo

### Urbanismo
Actualmente la población se ha visto incrementada por la construcción de la urbanización Camaretas a 2 minutos de la capital de la provincia, pero que depende de Golmayo. Del mismo modo, se ha construido un centro comercial, lo que está revitalizando el núcleo urbano. Desde el año 2014, Camaretas se considera núcleo de población del municipio de Golmayo.